# 伟江河
伟江河，位于中国湖南省西南部和广西壮族自治区北部，是平等河左岸支流，发源于湖南省城步苗族自治县西南的南山牧场，西南流入广西龙胜各族自治县境，经伟江乡，至乐江乡河口村汇入平等河。河长62千米，流域面积338平方千米，是平等河最大的支流。